# Juan de Espina
Juan de Espina (Ampuero, 1568 – Madrid, 31 dicembre 1642) è stato un presbitero e musicologo spagnolo.

## Biografia
Studiò presso l'Università di Alcalá de Henares e si segnalò come musicologo.
Raccolse un celebre gabinetto di curiosità e acquistò due codici di Leonardo da Vinci da eredi di Pompeo Leoni. L'acquisto è attestato da una descrizione del 1633.
(Vicente Carducho)
Questo interessamento del re Carlo I d'Inghilterra è probabilmente da porre in relazione con alcune lettere che mostrano come attorno al 1630 a più riprese lord Arundel avesse cercato inutilmente di acquistare i codici dal de Espina.
Nel 1631 è indicato che il de Espina venne brevemente trattenuto dall'Inquisizione spagnola.